# Neues Schiffshebewerk Henrichenburg
Das Neue Schiffshebewerk Henrichenburg ist ein Wasserbauwerk am Dortmund-Ems-Kanal (DEK) in Waltrop, Nordrhein-Westfalen, das zwischen 1962 und 2005 der Binnenschifffahrt mit Europaschiffen zur Verfügung stand. Wegen technischer Mängel ist das Abstiegsbauwerk seitdem außer Betrieb. Mit seiner Eröffnung hatte das Hebewerk das alte Schiffshebewerk Henrichenburg von 1899 ersetzt. Aktuell betreibt die Wasserstraßen- und Schifffahrtsverwaltung des Bundes (WSV) nur noch die Großschifffahrtsschleuse von 1989, um die Verbindung zum Hafen Dortmund herzustellen. Zusammen mit den historischen Bauwerken bilden die vier Bauwerke den Schleusenpark Waltrop.

## Lage und Geschichte
Seit 1914 konnte am 14-Meter-Geländesprung zwischen Datteln und Waltrop mit zwei Abstiegsbauwerken der Schleppkahnverkehr abgewickelt werden. Die Monopolschlepper brachten die Schiffe über die restliche Strecke des Stichkanals nach Dortmund.
Mitte der 1950er Jahre war das Schiffsaufkommen in Henrichenburg so stark, dass Schiffe bisweilen fünf Tage auf eine Passage durch Hebewerk bzw. Schachtschleuse warten mussten. Um diesen Engpass zu beseitigen, hatte die WSV mit Vorstudien begonnen und die bisherigen Erweiterungsplanungen aus den Vorkriegsjahren untersucht. 1958 veröffentlichte das Wasserstraßen-Neubauamt Datteln (WNA) zwei Projektausschreibungen für:
- ein 2-Schwimmer-Hebewerk und
- eine Sparschleuse mit 2 × 4 Sparbecken

Von den eingegangenen Sondervorschlägen fand keiner eine weitere Verfolgung. Die Auswertung der Angebote ergab bzgl. der reinen Baukosten, dass eine Schleuse günstiger als ein Hebewerk war. Da ein hoher Durchsatz gefordert wurde, gab die höhere Hubgeschwindigkeit von drei Metern pro Minute den Ausschlag für ein Hebewerk. Im Herbst 1958 erfolgte die Auftragsvergabe an zwei Arbeitsgemeinschaften, die aufgeteilt auf Tiefbau und Stahlbau (einschließlich Maschinenbau) die Arbeiten ausführten. Nachdem im Frühjahr 1960 der Tiefbau abgeschlossen war, begann die Montage des Stahlbaus. Der Probebetrieb konnte im Frühjahr 1962 beginnen und endete mit der Einweihung am 31. August. Als Baukosten wurden 38 Mio DM ausgewiesen. Damit konnte nach über 60 Jahren nahezu störungsfreiem Betrieb das alte Hebewerk stillgelegt werden.

## Technische Daten
Technisch gesehen besitzt das neue Hebewerk das gleiche Bauprinzip wie das alte, jedoch wurde die Konstruktion vereinfacht, und anstelle von fünf waren nur noch zwei Schwimmer für den Neubau vorgesehen. Sie stehen mittig und im Achsabstand von 53 m unter dem 90 Meter langen Trog, der 870 t Eigenmasse aufweist. Mit der Wasserfüllung drückt eine Auflast von 4370 t auf die beiden Schwimmer. Bei einem Durchmesser von 10 m und einer Höhe von 35,25 m besitzt jeder der beiden Hohlkörper eine Masse Stahl von 315 t, sodass eine Gesamtlast von 5000 t bewegt werden muss. Da jeder der beiden Schwimmer beim Eintauchen in den 52,5 m tiefen Schwimmerschacht ein Wasservolumen von 2500 m³ verdrängt, kommt durch den entstehenden Auftrieb die gesamte Auflast aus dem Troggewicht mit den beiden Schwimmern zum Ausgleich, wodurch nur noch geringe Kräfte zur Bewegung notwendig sind. Für die Schifffahrt steht eine nutzbare Breite von 12 m und eine Wassertiefe von 3 m zur Verfügung, sodass im Trog ein Europaschiff (Länge 85 m / Breite 11,40 m / Tiefgang 2,50 m) Platz findet. 
Architektonisch sollte das neue Hebewerk möglichst keine oder nur geringe Aufbauten aufweisen. Aus diesem Grund wurden seitliche hohe Schwimmertürme oder ein alles überspannendes Hebewerksgerüst mit über dem Trog laufende Riegeln verworfen. Daher stehen nur vier einzelne Türme links und rechts vom Trog, in denen jeweils eine der senkrecht stehenden Spindeln untergebracht ist. Die vier Spindeln übernehmen in jeder Lage die zwängungsfreie Führung und Sicherung des Troges. Am Kopfende besitzt jeder Turm einen Glasaufsatz zum Schutz der Elektromotoren. Mit einem Antrieb von jeweils 110 KW Leistung versetzt jeder Motor die Spindel in Drehung, damit der Trog auf und ab bewegt werden kann. Als Hubgeschwindigkeit waren neun Meter pro Minute möglich.
Als Verschlussorgane für Trog und Haltung sind am Unterhaupt Drehsegmenttore verbaut, die jeweils zur Sohle hin drehen und die Öffnung freigeben. Das einzige aufragende Bauteil ist der verglaste Gerüstrahmen für das Hubtor am Oberhaupt. Es war notwendig geworden, weil im Gebiet Bergsenkungen zu befürchten waren. Ein Hubtor kann dadurch nicht beschädigt werden und das Hubgerüst ist einfacher zu korrigieren.
Das neue Hebewerk wurde bis Dezember 2005 genutzt und wegen technischer Probleme außer Betrieb genommen. Seit dem 5. Dezember 2005 ist das neue Hebewerk als Baudenkmal in Teil A der Denkmalliste der Stadt Waltrop eingetragen.

## Zukunft
Durch den dramatischen Rückgang der Kohleförderung in den 1960er Jahren und der folgenden Stahlkrise war das neue Hebewerk eigentlich überflüssig geworden. Trotzdem baute die WSV bis 1989 eine große Sparschleuse neben das Hebewerk, um künftig auch den großen Motorgüterschiffen und der Schubschifffahrt mit Erztransporten die Zufahrt nach Dortmund zu ermöglichen. Mit der Aufgabe der Hochofenanlagen kamen auch diese Transporte zum Erliegen, sodass heute der Hafen Dortmund nur noch einen deutlich geringeren Umschlag vorweisen kann. Da an der neuen Schleuse nach rund 30 Jahren Betriebszeit immer wieder Reparaturarbeiten notwendig werden, erfolgen regelmäßig Sperrungen der Schleuse, sodass Dortmund nicht mehr angelaufen werden kann. Entsprechende Forderungen der Wirtschaftsverbände betreffen daher eine zweite Schleusenkammer oder die Wiederinbetriebnahme des Hebewerkes.
Auch für den zunehmenden Freizeitverkehr auf dem Wasser würde das Hebewerk völlig ausreichen. Daneben ist ein Hebewerk als touristische Attraktion von großem Interesse, wie das Falkirk Wheel in Schottland zeigt. Deshalb kämpft ein Förderverein nicht nur für seinen Erhalt, sondern möchte das Hebewerk auch in einem betriebstüchtigen Zustand sehen. Dann wären auch Ausflugsfahrten von Henrichenburg aus über das Hebewerk in den Stichkanal und weiter bis Dortmund möglich, wo am Hafen das alte Hafenamt ein attraktives Ziel wäre.